# 小行星12846
小行星12846（12846 Fullerton）是一颗绕太阳运转的小行星，为主小行星带小行星。该小行星于1997年6月28日发现。

## 轨道参数
小行星12846的轨道半长轴为3.0390940 UA，离心率为0.046。